# 5MEN旅
『5MEN旅』（ごメンたび）とは2011年から日本テレビで放送された旅バラエティ番組。
2011年4月10日（9日深夜）から6月5日（4日深夜）までは日曜日（土曜日深夜）0:50 - 1:20に放送されていたが、一旦中断を経て、2011年10月19日から2012年3月21日まで水曜日23:58 - 翌0:29（特別編成等で遅延の場合もあり）に放送されていた。

## 概要
内容を何も聞かされていない5人のお笑い芸人が、事前に指示されたドレスコードでロケ場所に集合し、謎のボスから届くミッションに従い、旅をする。ただし、ミッションから脱線してしまうことも多々あり、更には脱線したままロケが終了することもある。
「旅番組」と銘打ちながらも、ロケ場所は大半が都内近郊であり、第1期ではレギュラー陣からも「全然旅番組になっていないのではないか」と指摘されることがあった（ボスのミッション指令でも自虐的にその点について触れることもあった）。第2期からはそのような指摘すらもほぼなくなっている。

## 出演者
- 山崎弘也（アンタッチャブル）
- 劇団ひとり
- 河本準一（次長課長） - 第2期 #9は病欠。
- 後藤輝基（フットボールアワー）
- 田中卓志（アンガールズ）

通常ロケでは後藤のドレスコードに田中の突っ込みで始まるのが定番となっている。ロケ内容を事前に聞かされていないこともあり、5人はロケ収録時間をあまり気にせず気ままに収録が進んでいくが、山崎・ひとりが暴走し、それに河本が乗っかり、後藤・田中がいじられるというパターンが多い。

## ネット局と放送時間

### 第1期
| 放送対象地域 | 放送局                | 系列           | 放送日時                           | 備考                         |
| ------------ | --------------------- | -------------- | ---------------------------------- | ---------------------------- |
| 関東広域圏   | 日本テレビ（NTV）     | 日本テレビ系列 | 日曜（土曜深夜） 0時50分 - 1時20分 | 制作局                       |
| 岩手県       | テレビ岩手（TVI）     | 日本テレビ系列 | 木曜（水曜深夜） 0時59分 - 1時29分 |                              |
| 宮城県       | ミヤギテレビ（MMT）   | 日本テレビ系列 | 木曜（水曜深夜） 0時34分 - 1時04分 |                              |
| 中京広域圏   | 中京テレビ（CTV）     | 日本テレビ系列 | 月曜（日曜深夜） 1時20分 - 1時50分 |                              |
| 近畿広域圏   | 読売テレビ（ytv）     | 日本テレビ系列 | 土曜（金曜深夜） 1時58分 - 2時58分 | 2011年6月18日開始、2回分放送 |
| 福岡県       | 福岡放送（FBS）       | 日本テレビ系列 | 金曜（木曜深夜） 0時38分 - 1時08分 |                              |
| 長崎県       | 長崎国際テレビ（NIB） | 日本テレビ系列 | 土曜（金曜深夜） 1時58分 - 2時28分 |                              |

### スペシャル版
| 放送対象地域   | 放送局              | 系列                           | 放送日時                    | 遅れ     |
| -------------- | ------------------- | ------------------------------ | --------------------------- | -------- |
| 関東広域圏     | 日本テレビ（NTV）   | 日本テレビ系列                 | 2011年7月9日 13:30 - 14:30  | 製作局   |
| 近畿広域圏     | 読売テレビ（ytv）   | 日本テレビ系列                 | 2011年9月4日 16:30 - 17:25  | 57日遅れ |
| 鳥取県・島根県 | 日本海テレビ（NKT） | 日本テレビ系列                 | 2011年9月30日 1:38 - 2:38   | 82日遅れ |
| 大分県         | テレビ大分（TOS）   | 日本テレビ系列／フジテレビ系列 | 2011年10月1日 14:00 - 15:00 | 84日遅れ |

### 第2期
| 放送対象地域   | 放送局                             | 系列                                           | 放送曜日・時間      |
| -------------- | ---------------------------------- | ---------------------------------------------- | ------------------- |
| 関東広域圏     | 日本テレビ（NTV） 『5MEN旅』制作局 | 日本テレビ系列                                 | 水曜 23:58 - 翌0:29 |
| 北海道         | 札幌テレビ（STV）                  | 日本テレビ系列                                 | 水曜 23:58 - 翌0:29 |
| 青森県         | 青森放送（RAB）                    | 日本テレビ系列                                 | 水曜 23:58 - 翌0:29 |
| 岩手県         | テレビ岩手（TVI）                  | 日本テレビ系列                                 | 水曜 23:58 - 翌0:29 |
| 宮城県         | ミヤギテレビ（MMT）                | 日本テレビ系列                                 | 水曜 23:58 - 翌0:29 |
| 秋田県         | 秋田放送（ABS）                    | 日本テレビ系列                                 | 水曜 23:58 - 翌0:29 |
| 山形県         | 山形放送（YBC）                    | 日本テレビ系列                                 | 水曜 23:58 - 翌0:29 |
| 福島県         | 福島中央テレビ（FCT）              | 日本テレビ系列                                 | 水曜 23:58 - 翌0:29 |
| 山梨県         | 山梨放送（YBS）                    | 日本テレビ系列                                 | 水曜 23:58 - 翌0:29 |
| 新潟県         | テレビ新潟（TeNY）                 | 日本テレビ系列                                 | 水曜 23:58 - 翌0:29 |
| 長野県         | テレビ信州（TSB）                  | 日本テレビ系列                                 | 水曜 23:58 - 翌0:29 |
| 静岡県         | 静岡第一テレビ（SDT）              | 日本テレビ系列                                 | 水曜 23:58 - 翌0:29 |
| 富山県         | 北日本放送（KNB）                  | 日本テレビ系列                                 | 水曜 23:58 - 翌0:29 |
| 石川県         | テレビ金沢（KTK）                  | 日本テレビ系列                                 | 水曜 23:58 - 翌0:29 |
| 福井県         | 福井放送（FBC）                    | 日本テレビ系列／テレビ朝日系列                 | 水曜 23:58 - 翌0:29 |
| 中京広域圏     | 中京テレビ（CTV）                  | 日本テレビ系列                                 | 水曜 23:58 - 翌0:29 |
| 近畿広域圏     | 読売テレビ（ytv）                  | 日本テレビ系列                                 | 水曜 23:58 - 翌0:29 |
| 鳥取県・島根県 | 日本海テレビ（NKT）                | 日本テレビ系列                                 | 水曜 23:58 - 翌0:29 |
| 広島県         | 広島テレビ（HTV）                  | 日本テレビ系列                                 | 水曜 23:58 - 翌0:29 |
| 山口県         | 山口放送（KRY）                    | 日本テレビ系列                                 | 水曜 23:58 - 翌0:29 |
| 徳島県         | 四国放送（JRT）                    | 日本テレビ系列                                 | 水曜 23:58 - 翌0:29 |
| 香川県・岡山県 | 西日本放送（RNC）                  | 日本テレビ系列                                 | 水曜 23:58 - 翌0:29 |
| 愛媛県         | 南海放送（RNB）                    | 日本テレビ系列                                 | 水曜 23:58 - 翌0:29 |
| 高知県         | 高知放送（RKC）                    | 日本テレビ系列                                 | 水曜 23:58 - 翌0:29 |
| 福岡県         | 福岡放送（FBS）                    | 日本テレビ系列                                 | 水曜 23:58 - 翌0:29 |
| 長崎県         | 長崎国際テレビ（NIB）              | 日本テレビ系列                                 | 水曜 23:58 - 翌0:29 |
| 熊本県         | くまもと県民テレビ（KKT）          | 日本テレビ系列                                 | 水曜 23:58 - 翌0:29 |
| 大分県         | テレビ大分（TOS）                  | 日本テレビ系列／フジテレビ系列                 | 水曜 23:58 - 翌0:29 |
| 宮崎県         | テレビ宮崎（UMK）                  | フジテレビ系列／日本テレビ系列／テレビ朝日系列 | 水曜 23:58 - 翌0:29 |
| 鹿児島県       | 鹿児島読売テレビ（KYT）            | 日本テレビ系列                                 | 水曜 23:58 - 翌0:29 |

## スタッフ
- ナレーション：森山周一郎、藤田淑子
- 構成：桜井慎一、椎名基樹（第2期途中から）、木南広明、林田晋一
- コンセプト：鈴木おさむ
- TM：佐治佳一
- TD：田熊克二
- CAM：松井光太郎、小林重徳、小森谷健太朗
- AUD：吉永哲也、杉山幸広、石原雄一、田口翔
- VE：大高浩、平岩沙織
- 技術協力：八峯テレビ、読売映像
- 美術P：林健一
- 美術協力：日テレアート
- EED：中西雅照
- MA：島崎敏晴
- CG：キャニットG
- イラスト：マッドブロス
- リサーチ：フルタイム、リベラス
- 音効：岡田淳一
- 編成：高谷和男（第2期から）
- 宣伝：斉藤由美（第2期から）
- AP：平沢務→前田弘美
- デスク：満本清美→阿部絵里子
- ディレクター：谷中憲、相田貴史、新沢学、亀田剛、中島太一、萩原実、小川大輔、高橋研、前川善郎
- 演出：上利竜太
- プロデューサー：田中宏史（第2期では企画兼任）、上原敏明、島田勇夫、森雅史（第2期から）
- チーフプロデューサー：松岡至
- 制作協力：U-FIELD
- 製作著作：日本テレビ

## 備考
本番組のレギュラーである劇団ひとりは、2011年9月までは木曜日（水曜日深夜）0:12 - 0:43に放送されていた『ゴッドタン』（テレビ東京）にレギュラー出演しているが、本番組の第2期レギュラー放送開始に合わせて『ゴッドタン』は日曜日（土曜日深夜）2:10 - 2:35へ移動した。